# Open Nantes Atlantique
O Open Nantes Atlantique, atualmente patrocinado como Engie Open Nantes Atlantique, é um torneio de tênis profissional disputado em quadras duras cobertas. O evento é classificado como um torneio ITF Women's Circuit de US$ 60.000 e é realizado em Nantes, França desde 2003.

## Resultados passados

### Simples
| Ano  | Campeã                                  | Vice-campeã                             | Resultado                               |
| ---- | --------------------------------------- | --------------------------------------- | --------------------------------------- |
| 2022 | Kamilla Rakhimova                       | Wang Xinyu                              | 6–4, 6–4                                |
| 2021 | Anhelina Kalinina                       | Océane Dodin                            | 7–6(7–4), 1–0 ret.                      |
| 2020 | Cancelado devido à pandemia de COVID-19 | Cancelado devido à pandemia de COVID-19 | Cancelado devido à pandemia de COVID-19 |
| 2019 | Cristina Bucșa                          | Tamara Korpatsch                        | 6–2, 6–7(11–13), 7–6(8–6)               |
| 2018 | Timea Bacsinszky                        | Amandine Hesse                          | 6–4, 3–6, 6–1                           |
| 2017 | Kaia Kanepi                             | Richèl Hogenkamp                        | 6–3, 6–4                                |
| 2016 | Não ocorreu                             | Não ocorreu                             | Não ocorreu                             |
| 2015 | Mathilde Johansson                      | Andreea Mitu                            | 6–3, 6–4                                |
| 2014 | Katerina Siniaková                      | Ons Jabeur                              | 7–5, 6–2                                |
| 2013 | Aliaksandra Sasnovich                   | Magda Linette                           | 4–6, 6–4, 6–2                           |
| 2012 | Monica Niculescu                        | Yulia Putintseva                        | 6–2, 6–3                                |
| 2011 | Alison Riske                            | Iryna Brémond                           | 6–1, 6–4                                |
| 2010 | Lucie Hradecká                          | Valeria Savinykh                        | 6–3, 6–1                                |
| 2009 | Arantxa Rus                             | Renata Vorácová                         | 6–3, 6–2                                |
| 2008 | Vesna Manasieva                         | Stefanie Vögele                         | 6–3, 6–2                                |
| 2007 | Anna Korzeniak                          | Virginie Pichet                         | 6–4, 6–0                                |
| 2006 | Iryna Kuryanovich                       | Caroline Maes                           | 1–6, 7–5, 6–1                           |
| 2005 | Kristina Barrois                        | Alberta Brianti                         | 6–4, 6–2                                |
| 2004 | Leslie Butkiewicz                       | Rita Kuti Kis                           | 6–2, 6–1                                |
| 2003 | Eden Marama                             | Pascale Leroy                           | 4–6, 6–0, 6–1                           |

### Duplas
| Ano  | Campeãs                                    | Vice-campeãs                            | Resultado                               |
| ---- | ------------------------------------------ | --------------------------------------- | --------------------------------------- |
| 2022 | Magali Kempen Wu Fang-hsien                | Veronika Erjavec Emily Webley-Smith     | 6–2, 6–4                                |
| 2021 | Samantha Murray Sharan Jessika Ponchet     | Alicia Barnett Olivia Nicholls          | 6–4, 6–2                                |
| 2020 | Cancelado devido à pandemia de COVID-19    | Cancelado devido à pandemia de COVID-19 | Cancelado devido à pandemia de COVID-19 |
| 2019 | Akgul Amanmuradova Ekaterine Gorgodze      | Vivian Heisen Yana Sizikova             | 7–6(7–2), 6–3                           |
| 2018 | Estelle Cascino Elixane Lechemia           | Akgul Amanmuradova Alina Silich         | 7–5, 6–4                                |
| 2017 | Manon Arcangioli Shérazad Reix             | Lesley Kerkhove Michaëlla Krajicek      | 6–2, 6–3                                |
| 2016 | Não ocorreu                                | Não ocorreu                             | Não ocorreu                             |
| 2015 | Lenka Kuncíková Karolína Stuchlá           | Katerina Siniaková Renata Vorácová      | 6–4, 6–2                                |
| 2014 | Lyudmyla Kichenok Nadiia Kichenok          | Stéphanie Foretz Amandine Hesse         | 6–2, 6–3                                |
| 2013 | Lucie Hradecká Michaëlla Krajicek          | Stéphanie Foretz Gacon Eva Hrdinová     | 6–3, 6–2                                |
| 2012 | Catalina Castaño Mervana Jugic-Salkic      | Petra Cetkovská Renata Vorácová         | 6–4, 6–4                                |
| 2011 | Stéphanie Foretz Gacon Kristina Mladenovic | Julie Coin Eva Hrdinová                 | 6–0, 6–4                                |
| 2010 | Anne Keothavong Anna Smith                 | Mervana Jugic-Salkic Darija Jurak       | 5–7, 6–1, [10–6]                        |
| 2009 | Lucie Hradecká Michaela Paštiková          | Vladimíra Uhlírová Renata Vorácová      | 6–4, 6–4                                |
| 2008 | Ekaterina Dzehalevich Yuliana Fedak        | Darija Jurak Maša Zec Peškiric          | 6–3, 6–4                                |
| 2007 | Sofia Arvidsson Johanna Larsson            | Caroline Maes Melanie South             | 4–6, 7–5, [10–7]                        |
| 2006 | Rebecca Llewellyn Melanie South            | Sabine Lisicki Irena Pavlovic           | 6–2, 6–0                                |
| 2005 | Mailyne Andrieux Renata Vorácová           | Marie-Ève Pelletier Aurélie Védy        | 6–7(3–7), 7–5, 6–2                      |
| 2004 | Iryna Kuryanovich Tatsiana Uvarova         | Gréta Arn Rita Kuti Kis                 | 6–4, 4–6, 7–6(7–5)                      |
| 2003 | Eden Marama Paula Marama                   | Iryna Kuryanovich Yevgenia Savransky    | 6–4, 6–2                                |